# 1 E10 s
1010 - 1011 s（320 年 - 3 200 年）の時間のリスト
- より短い時間

| 値        | 値       | 説明                                                                                               |
| --------- | -------- | -------------------------------------------------------------------------------------------------- |
| 1×10 s    | 320 年   | 10 ギガ秒 (Gs)                                                                                     |
| 1×10 s    | 320 年   | 115 741 日                                                                                         |
| 1.05×10 s | 334 年   | 名誉革命（1688年）からの年数                                                                       |
| 1.11×10 s | 351 年   | カリホルニウム-249 の半減期                                                                        |
| 1.18×10 s | 374 年   | ヴェストファーレン条約締結（1648年）からの年数                                                     |
| 1.26×10 s | 400 年   | グレゴリオ暦で曜日と日付が一致する周期（146,097日）                                                |
| 1.29×10 s | 410 年   | 二枚貝の最長寿命                                                                                   |
| 1.32×10 s | 418 年   | 銀-108m の半減期                                                                                   |
| 1.36×10 s | 432.2 年 | アメリシウム-241の半減期                                                                           |
| 1.59×10 s | 503 年   | ホーエンツォレルン家がブランデンブルク・プロイセン・ドイツを支配していた期間（1415年 - 1918年）    |
| 1.60×10 s | 507 年   | ローマ帝国の存続期間（紀元前27年（帝政開始) - 476年（西ローマ帝国滅亡））                          |
| 1.67×10 s | 530 年   | クリストファー・コロンブスが新世界に到達（1492年）してからの年数                                   |
| 1.68×10 s | 532 年   | ユリウス暦で復活祭の日付が循環する周期                                                             |
| 1.76×10 s | 558 年   | 準惑星エリスの公転周期                                                                             |
| 1.97×10 s | 623 年   | オスマン帝国の存続期間（1299年 - 1922年）                                                          |
| 2.02×10 s | 639 年   | ジョン・ケージの楽曲As Slow As Possibleの総演奏時間                                                |
| 2.04×10 s | 645年    | ハプスブルク家が神聖ローマ帝国・オーストリアを支配していた期間（1273年 - 1918年）                  |
| 2.15×10 s | 680 年   | ニオブ-91 の半減期                                                                                 |
| 2.27×10 s | 720 年   | ダンテの『神曲』が制作（1305年ごろ）されてからのおよその年数                                       |
| 2.49×10 s | 790 年   | 周王朝のおよその存続期間（紀元前1046年ごろ - 紀元前256年。中国最長の王朝）                         |
| 2.55×10 s | 807 年   | マグナ・カルタ制定（1215年）からの年数                                                             |
| 2.66×10 s | 844年    | 神聖ローマ帝国の存続期間（962年 - 1806年）                                                         |
| 2.72×10 s | 861 年   | フランス王国の存続期間（987年 - 1848年、中断期間含む））                                           |
| 2.83×10 s | 898 年   | カリフォルニウム-251 の半減期                                                                      |
| 2.93×10 s | 930 年   | 旧約聖書に出てくるアダムの寿命                                                                     |
| 3.00×10 s | 950 年   | 旧約聖書に出てくるノアの寿命                                                                       |
| 3.01×10 s | 969 年   | 旧約聖書に出てくるメトセラの寿命（メトセラは長命の代名詞である）                                   |
| 3.16×10 s | 1 000 年 | ミレニアム（千年紀）                                                                               |
| 3.32×10 s | 1 053 年 | 東ローマ帝国の存続期間（395年 - 1453年（中断期間含む））                                           |
| 3.39×10 s | 1 075 年 | 京都が日本の首都であった期間（794年 - 1869年（東京奠都））                                         |
| 3.47×10 s | 1 100 年 | ヴェネツィア共和国の存続期間（697年 - 1797年）                                                     |
| 3.68×10 s | 1 168 年 | 古代オリンピックの存続期間（紀元前776年 - 393年）                                                  |
| 4.42×10 s | 1 400 年 | ヒジュラ（622年ごろ）からの年数                                                                    |
| 4.67×10 s | 1 480 年 | ローマ帝国の存続期間（東ローマ帝国滅亡までとした場合。紀元前27年 - 1453年（中断期間含む））        |
| 4.95×10 s | 1 570 年 | アングロ・サクソン人がブリテンに侵入（449年）してからのおよその年数                                |
| 6.29×10 s | 1 992 年 | イエス・キリスト死去・復活（紀元30年?）からの年数                                                  |
| 6.39×10 s | 2 025 年 | イエス・キリスト生誕（紀元前4年頃?）からの年数                                                     |
| 6.72×10 s | 2 132 年 | 中華帝国の存続期間（紀元前221年 - 1912年、中断期間含む）                                           |
| 6.96×10 s | 2 206 年 | 国家ローマの存続期間（伝説上のローマ建国から東ローマ帝国の滅亡まで。BC753-AD1453（中断期間含む）） |
| 7.26×10 s | 2 300 年 | 『ユークリッド原論』が編纂されてからのおよその年数                                                 |
| 8.09×10 s | 2 565 年 | 釈迦入滅（紀元前544年）からの年数（仏滅紀元）                                                      |
| 8.46×10 s | 2 681 年 | 日本神話に記される神武天皇即位の年（紀元前660年）からの年数（神武天皇即位紀元）                    |
| 8.75×10 s | 2 774 年 | 古代ローマ建国（紀元前753年）からの年数（ローマ建国紀元）                                          |
| 8.84×10 s | 2 800 年 | ホメロスの『イーリアス』が作られてからのおよその年数                                               |
| 9.78×10 s | 3 100年  | エジプトをファラオが統治していたおよその期間（紀元前32世紀ごろ - 紀元前30年、中断期間含む）        |
| 1×1011 s  | 3 200 年 | |

- より長い時間